# Lionel Tennyson
Lionel Hallam Tennyson (7 novembre 1889-6 juin 1951) est principalement connu comme joueur de cricket de première classe qui est capitaine du Hampshire et de l'Angleterre. Petit-fils du poète Alfred Tennyson et fils du gouverneur général d'Australie, il succède à son père au titre en 1928? Il ne faut pas le confondre avec son oncle, dont il porte le nom.  